# Hedriodiscus superpictus
Hedriodiscus superpictus är en tvåvingeart som först beskrevs av Lindner 1949.  Hedriodiscus superpictus ingår i släktet Hedriodiscus och familjen vapenflugor. Inga underarter finns listade i Catalogue of Life.